# King Soulja 4
King Soulja 4 è un mixtape del rapper statunitense Soulja Boy, pubblicato il 30 luglio 2015.

## Tracce
1. Mix It With The Prada – 4.45
2. Take Something – 3.50
3. Rick Ross – 2.57
4. Actavis (feat. Migos) – 3.41
5. Way Up – 3.46
6. Whippin My Wrist – 3.47
7. Getting Figures – 2.58
8. From Chiraq (feat. Reese Money Bagz & Dae Dot) – 4.04
9. I Got Them Bands – 3.28
10. What Is You Saying – 3.31
11. Macho Man Randy Savage – 2.48
12. Smash – 2.30
13. Lottery – 3.51
14. Forgot What Happen Yesterday – 4.49
15. Trap Nigga (feat. Sean Kingston) – 4.45
16. Money Phone – 3.50
17. It Will Never Stop – 3.35
18. Superman (feat. Sean Kingston) – 3.27